# Lucas, o Evangelista
São Lucas, o Evangelista (em grego clássico: Λουκᾶς; romaniz.: Loukás) é, segundo a tradição, o autor do  Evangelho de São Lucas e dos Atos dos Apóstolos — o terceiro e quinto livros do Novo Testamento. Para a Igreja Católica, é o  santo padroeiro dos médicos e artistas. É celebrado no dia 18 de outubro.
Chamado por Paulo "O Médico Amado" (Colossenses 4:14), pode ter sido um dos cristãos do primeiro século que conviveu pessoalmente com os doze apóstolos.

## Vida
Lucas foi um médico grego que viveu na cidade grega de Antioquia, na província romana da Síria.
A primeira referência a Lucas encontra-se na Epístola a Filemon de Paulo de Tarso, no versículo 24. É mencionado também na epístola aos Colossenses, 4:14, bem como na segunda epístola a Timóteo 4:11.  A segunda menção mais antiga a Lucas encontra-se no "Prólogo Anti-Marcionita ao Evangelho de São Lucas", um documento que já foi datado do século II, mas que recentemente já é considerado como do século IV. Contudo, Helmut Koester defende que o seguinte excerto – a única parte preservada do documento original, em grego – pode ter sido escrito, realmente no século II:
| “ | Lucas é um sírio de Antioquia, sírio pela raça, médico de profissão. Tornou-se discípulo dos apóstolos e mais tarde seguiu a Paulo até ao seu martírio. Tendo servido o Senhor com perseverança, solteiro e sem filhos, cheio da graça do Espírito Santo, morreu com 84 anos de idade. | ” |

Alguns manuscritos afirmam que Lucas morreu em Tebas, capital da Beócia. Todas estas referências parecem indicar que Lucas terá, de fato, seguido Paulo durante algum tempo.
Tradições mais tardias desenvolveram-se a partir daqui. Epifânio de Salamina assegura que Lucas era um dos Setenta Discípulos (Panarion 51.11), e  São João Crisóstomo refere que o "irmão" referido por Paulo na segunda epístola aos Coríntios, 8:18 ou é Lucas ou é Barnabé. J. Wenham assevera que Lucas era "um dos Setenta, um dos discípulos de Emaús, parente de Paulo e de Lúcio de Cirene." Nem todos os académicos têm tanta certeza disso como Wenham.
Outra tradição cristã defende que foi o primeiro iconógrafo, e que terá pintado a Virgem Maria, Pedro e Paulo. É por isso que, mais tarde, as guildas medievais de São Lucas, na Flandres, ou a Academia de São Lucas em Roma — associações imitadas noutras cidades europeias durante o século XVI — reuniam e protegiam os pintores.

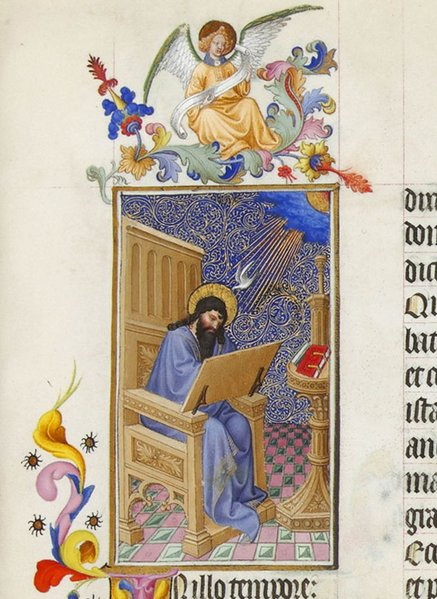
São Lucas representado no livro de Horas do Duque de Berry

## O que diz a Bíblia sobre Lucas
Lucas foi o companheiro de Paulo, e segundo a quase unânime crença da antiga igreja, escreveu o evangelho que é designado pelo seu nome, e também os Atos dos Apóstolos. Ele é mencionado somente três vezes pelo seu nome no N.T. (Cl 4.14 - 2 Tm 4.11 - Fm 24). Pouco se sabe a respeito da sua vida. Alguns julgam que ele foi do grupo dos setenta discípulos mandados por Jesus a evangelizar (Lc 10.1) — outros pensam que foi um daqueles gregos que desejavam vê-lo (Jo 12.20) — e também considerando que Lucas é uma abreviação de Lucanos, já têm querido identificá-lo com Lúcio de Cirene (At 13.1).
Dois dos Pais da igreja dizem que era sírio, natural de Antioquia. Na verdade, não parece ter sido de nascimento judaico (Cl 4.11). Era médico (Cl 4.14) e não foi testemunha ocular dos acontecimentos que narra no Evangelho (Lc 1.2), embora isso não exclua a possibilidade de ter estado com os que seguiam a Jesus Cristo. Todavia, muito se pode inferir do emprego do pronome da primeira pessoa na linguagem dos Atos. Parece que Lucas se juntou a Paulo em Trôade (At 16.10), e foi com ele até à Macedônia — depois viajou com o mesmo Apóstolo até Filipos, onde tinha relações, ficando provavelmente ali por certo tempo (At 17.1).
Uns sete anos mais tarde, quando Paulo, dirigindo-se a Jerusalém, visitou Filipos, Lucas juntou-se novamente com ele (At 20.5). Se Lucas era aquele ‘irmão’, de que se fala em 2 Co 8.18, o intervalo devia ter sido preenchido com o ativo ministério. Lucas acompanhou Paulo a Jerusalém (At 21.18) e com ele fez viagem para Roma (At 21.1). E nesta cidade esteve com o Apóstolo durante a sua primeira prisão (Cl 4.14 - Fm 24) — e achava-se aí também durante o segundo encarceramento, precisamente pouco antes da morte de Paulo (2 Tm 4.11). Uma tradição cristã o apresenta como pregando o Evangelho no sul da Europa, encontrando na Grécia a morte de um mártir. (*veja Lucas - o Evangelho segundo.)